# مشروع إدراك
مشروع إدراك (بالإنجليزية: Project Reason)‏ هي مؤسسة أميركية غير ربحية هدفها الأساسي هو نشر المعرفة العلمية وقيم العلمانية في المجتمع.

## التسمية
«مشروع سداد» هو ترجمة عربية للاسم (بالإنجليزية: Project Reason)‏. ولكلمة (Reason) العديد من الترجمات باللغة العربية لذلك يمكن استعمال الصيغ التالية:
- مشروع منطق
- مشروع عاقل
- مشروع الرشد
- مشروع الهداية

## المشاريع
للمؤسسة منتدى على الإنترنت ومشاريع ملخقة متعددة التي تحاول كشف زيف الدين عن طريق نقد علمي يعتمد التجريب والمنطق والسداد. أحد هذه المشاريع يطلق عليه مسمى «مشروع الكتاب المقدس» والذي أنشيء كمصدر لنقد وتبصر ووضع الملاحظات حول الكتاب المقدس.

## وصلات خارجية
- الموقع الرسمي